# Klakkane
Die Klakkane (norwegisch für Klumpen) sind eine Inselgruppe im William-Scoresby-Archipel vor der Mawson-Küste des ostantarktischen Mac-Robertson-Lands. Sie liegen 2,5 km östlich von Farrington Island.
Norwegische Kartografen gaben der Gruppe einen deskriptiven Namen und kartierten sie anhand von Luftaufnahmen, die im Januar 1937 bei der Lars-Christensen-Expedition 1936/37 entstanden.